# Jørgen Ravn
Jørgen Christian Jensen Ravn (Horbelev, 1884. január 9. – Silkeborg, 1962. december 1.) olimpiai ezüstérmes dán tornász.
Az 1912. évi nyári olimpiai játékokon indult tornában és a svéd rendszerű csapat összetettben ezüstérmes lett.
Klubcsapata a Skytterforeningernes Hold volt.